# Протопопов, Владимир Александрович
Влади́мир Алекса́ндрович Протопо́пов (21 декабря 1925, Епифань, Тульская губерния — 12 января 2021, Москва) — советский хозяйственный, государственный и политический деятель, кандидат экономических наук, профессор МГУ.

## Биография
Родился в 1925 году в Епифани. Член КПСС.
Участник Великой Отечественной войны. С 1951 года — на хозяйственной, общественной и политической работе. В 1951—2005 гг. — аспирант, младший научный сотрудник, доцент экономического факультета МГУ имени М. В. Ломоносова, секретарь партийного комитета МГУ, первый секретарь Ленинского райкома КПСС города Москвы, профессор, профессор-консультант кафедры учёта, анализа и аудита экономического факультета МГУ имени М. В. Ломоносова.
Делегат XXV, XXVI и XXVII съездов КПСС.
Заслуженный работник высшей школы РФ.
Жил в Москве.
Ушёл из жизни 12 января 2021 года, похоронен на Ваганьковском кладбище.